# Aeroporto di Tolone-Hyères
L'aeroporto di Tolone-Hyères è un aeroporto francese a uso misto (militare / civile) situato nel comune di Hyères, vicino alla città di Tolone, nel dipartimento del Varo, nel sud della Francia.
Esso è composto da una base dell'aviazione di marina creata nel 1925 e da un aeroporto civile creato nel 1967, aperto al traffico nazionale e internazionale.

## La base aeronavale di Hyères-Le Palyvestre

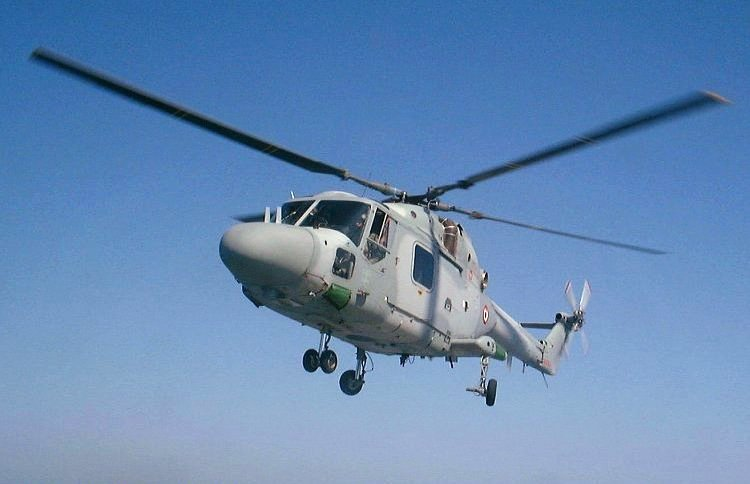
Westland Lynx della Flottile 31F

La base aeronavale di Hyères-Le Palyvestre (denominata BAN de Hyères), è una base aerea della Aéronautique navale,creata il 1º febbraio 1925 per servire da base terrestre per gli aerei della portaerei Béarn di stanza a Tolone. Per la sua creazione furono bonificati i terreni, paludosi, dove oggi si trova l'aeroporto. Data la sua vicinanza col mare in origine la base fu utilizzata anche come base-appoggio per gli idrovolanti della Marine nationale a partire dal 1928.
Allo scoppio della seconda guerra mondiale la BAN era la base operativa dell'Escadrille AB1 che operava con i Vought 156F. durante le ostilità con l'Italia l'aeroporto fu bombardato dagli aerei della Regia Aeronautica.
Abbandonato fino al termine della guerra, a partire dal 1945 fu sede de École d'Appontage et de Chasse Embarquée (Scuola di appontaggio e della caccia imabrcata) della Marine Nationale. 
Dopo numerose ristrutturazioni e un lungo susseguirsi di diversi reparti, e dopo aver ospitato i principali reparti dell'Aéronautique navale, dal gennaio 2004 la base ospita 3 unità di elicotteri della Marina militare francese(le flottilles 31F, 35F et 36F), un distaccamento della flottille 32F nonché diverse unità di logistica e addestramento.

## L'aeroporto civile di Tolone-Hyères
Inaugurato il 1º aprile 1967 l'aeroporto di Tolone-Hyères condivide le due piste con la base della Marina, possedendo un piazzale e un terminal dedicato nell'area sud-est dell'impianto. L'aeroporto ospita diversi voli di linea nonché numerosi voli privati.